# Camioneros de Coslada 2021
Questa voce raccoglie le informazioni riguardanti i Camioneros de Coslada nelle competizioni ufficiali della stagione 2021.

## Maschile

### LMFA 2021

#### Stagione regolare
| Coslada 7 febbraio 2021, ore 12:00 | Camioneros de Coslada | 54 – 6 | Pinto Goldbats |  |

| Coslada 7 marzo 2021, ore 12:00 | Camioneros de Coslada | 56 – 0 | Fuenlabrada Toros |  |

| Móstoles 21 marzo 2021, ore 12:00 | Móstoles Templars | 0 – 40 | Camioneros de Coslada | Móstoles I.C. |

| Alcorcón 18 aprile 2021, ore 17:30 | Alcorcón Smilodons | 7 – 18 | Camioneros de Coslada |  |

| Coslada 8 maggio 2021, ore 16:00 | Camioneros de Coslada | 40 – 6 | Madrid Capitals |  |

| Majadahonda 22 maggio 2021, ore 16:00 | Majadahonda Wildcats | 0 – 56 | Camioneros de Coslada |  |

| Tres Cantos 30 maggio 2021, ore 16:00 | Tres Cantos Jabatos | 6 – 32 | Camioneros de Coslada |  |

#### Playoff
| Coslada 12 giugno 2021, ore 18:30 | Camioneros de Coslada | 16 – 12 | Tres Cantos Jabatos |  |

| Alcorcón 27 giugno 2021, ore 11:00 | Camioneros de Coslada | 20 – 19 | Alcorcón Smilodons |  |

### Statistiche di squadra
| Competizione      | %Vittorie | In casa | In casa | In casa | In casa | In casa | In casa | In trasferta | In trasferta | In trasferta | In trasferta | In trasferta | In trasferta | Totale | Totale | Totale | Totale | Totale | Totale |
| Competizione      | %Vittorie | G       | V       | N       | P       | Pf      | Ps      | G            | V            | N            | P            | Pf           | Ps           | G      | V      | N      | P      | Pf     | Ps     |
| ----------------- | --------- | ------- | ------- | ------- | ------- | ------- | ------- | ------------ | ------------ | ------------ | ------------ | ------------ | ------------ | ------ | ------ | ------ | ------ | ------ | ------ |
| Stagione regolare | 1.000     | 3       | 3       | 0       | 0       | 150     | 12      | 4            | 4            | 0            | 0            | 146          | 13           | 7      | 7      | 0      | 0      | 296    | 25     |
| Playoff           | 1.000     | 2       | 2       | 0       | 0       | 36      | 31      | 0            | 0            | 0            | 0            | 0            | 0            | 2      | 2      | 0      | 0      | 36     | 31     |
| Totale            | 1.000     | 5       | 5       | 0       | 0       | 186     | 43      | 4            | 4            | 0            | 0            | 146          | 13           | 9      | 9      | 0      | 0      | 332    | 56     |

## Femminile

### LNFA Femenina 7×7 2021

#### Stagione regolare
| Las Rozas de Madrid 6 febbraio 2021, ore 17:00 2ª giornata | Las Rozas Black Demons | 67 – 0 referto | Camioneros de Coslada | Campo de Rugby El Cantizal |

| Coslada 14 febbraio 2021, ore 12:00 Recupero 1ª giornata | Camioneros de Coslada | 12 – 26 referto | Málaga Corsairs | Polideportivo Valleaguado |

| Rivas-Vaciamadrid 21 marzo 2021, ore 16:00 5ª giornata | Osos de Rivas | 62 – 6 referto | Camioneros de Coslada | Polideportivo Cerro del Telégrafo |

| Coslada 10 aprile 2021, ore 17:30 6ª giornata | Camioneros de Coslada | 30 – 40 referto | Tres Cantos Jabatos | Polideportivo Valleaguado |

| Tres Cantos 18 aprile 2021, ore 12:00 Recupero 3ª giornata | Tres Cantos Jabatos | 25 – 24 referto | Camioneros de Coslada | Polideportivo de la Luz |

| Coslada 9 maggio 2021, ore 12:00 8ª giornata | Camioneros de Coslada | 0 – 61 referto | Las Rozas Black Demons | Polideportivo Valleaguado |

### Statistiche di squadra
| Competizione      | %Vittorie | In casa | In casa | In casa | In casa | In casa | In casa | In trasferta | In trasferta | In trasferta | In trasferta | In trasferta | In trasferta | Totale | Totale | Totale | Totale | Totale | Totale |
| Competizione      | %Vittorie | G       | V       | N       | P       | Pf      | Ps      | G            | V            | N            | P            | Pf           | Ps           | G      | V      | N      | P      | Pf     | Ps     |
| ----------------- | --------- | ------- | ------- | ------- | ------- | ------- | ------- | ------------ | ------------ | ------------ | ------------ | ------------ | ------------ | ------ | ------ | ------ | ------ | ------ | ------ |
| Stagione regolare | .000      | 3       | 0       | 0       | 3       | 42      | 127     | 3            | 0            | 0            | 3            | 30           | 154          | 6      | 0      | 0      | 6      | 72     | 281    |
| Totale            | .000      | 3       | 0       | 0       | 3       | 42      | 127     | 3            | 0            | 0            | 3            | 30           | 154          | 6      | 0      | 0      | 6      | 72     | 281    |